# Stazione di Cà di Boschetti
Stazione di Cà di Boschetti vasútállomás Olaszországban, La Spezia településen.

## Vasútvonalak
Az állomást az alábbi vasútvonalak érintik:
- Pisa–La Spezia–Genova-vasútvonal

## Kapcsolódó állomások
A vasútállomáshoz az alábbi állomások vannak a legközelebb:
- Stazione di Vezzano Ligure
- Stazione di La Spezia Marittima
- Stazione di La Spezia Migliarina